# Scolecomorphus

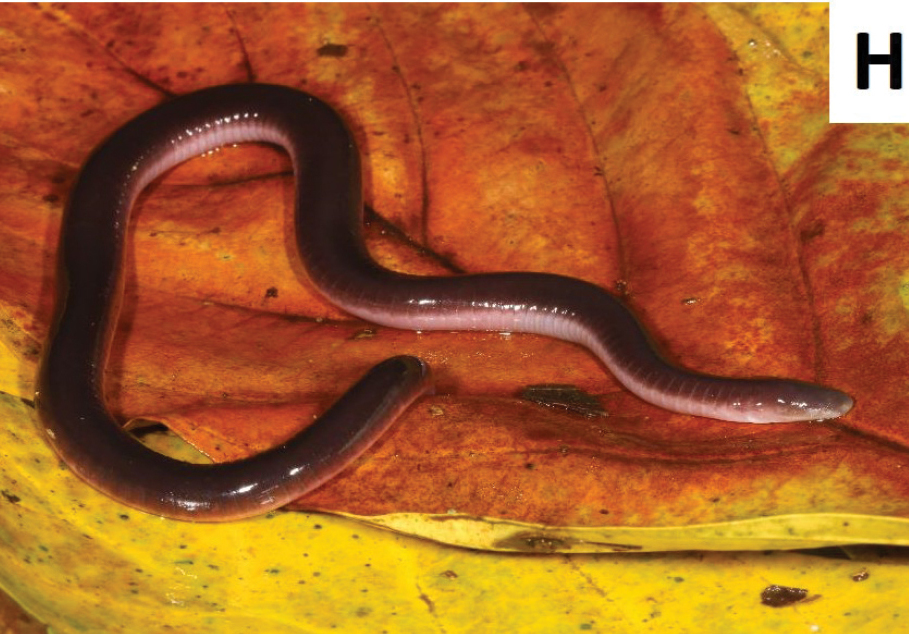
Scolecomorphus kirkii

Scolecomorphus es un género de anfibios gimnofiones de la familia Caeciliidae.
Las especies de este género, que se distribuye por el sur de Malaui y por las montañas de Tanzania, son estas 3:
- Scolecomorphus kirkii Boulenger, 1883

- Scolecomorphus uluguruensis Barbour y Loveridge, 1928

- Scolecomorphus vittatus (Boulenger, 1895)